# 243P/NEAT
243P/NEAT – kometa krótkookresowa, należąca do rodziny Jowisza. 

## Odkrycie
Kometa została odkryta 24 września 2003 w ramach programu obserwacyjnego NEAT.

## Orbita komety i właściwości fizyczne
Orbita komety 243P/NEAT ma kształt elipsy o mimośrodzie 0,36. Jej peryhelium znajduje się w odległości 2,46 j.a., aphelium zaś 5,2 j.a. od Słońca. Jej okres obiegu wokół Słońca wynosi 7,5 roku, nachylenie do ekliptyki to wartość 7,64˚.
Jądro tej komety ma rozmiary maks. kilku km.